# P8
Паровоз P8 (нем. Personenzuglokomotive — дословно, пассажирский локомотив, по смыслу, локомотив местного и пригородного движения) — паровоз местного и пригородного движения Прусской государственной железной дороги (нем. Preußische Staatseisenbahnen), строившийся с 1906 по 1923 год на заводе Linke-Hofmann-Busch в городе Бреслау по чертежам Роберта Гарбе (нем. Robert Garbe). Эти паровозы должны были заменить серию P6.
На паровозе был применён ряд прогрессивных для того времени решений. В частности применён пароперегреватель системы Шмидта. Авторы конструкции этого пароперегревателя Вильгельм Шмидт (нем. Wilhelm Schmidt) и Роберт Гарбе (нем. Robert Garbe). Паровая машина была двух цилиндровой, цилиндры имели диаметр 630 мм и ход поршня 691 мм. P8 разрабатывался как скоростной локомотив, который должен достигать скорости в 110 км/ч, поэтому первые выпущенные паровозы имели более обтекаемую форму кабины машиниста. Однако эта скорость так и не была достигнута. Максимальной конструкционной скоростью при движении вперёд считалась 110 км/ч, при движении тендером вперёд 50 км/ч, при движении вперёд с ванным тендером 85 км/ч.
Паровоз P8 имел удачную конструкцию, это снижало требования к квалификации машиниста паровоза.
Тендер паровоза вмещал 21,5 тонн воды и 7 тонн угля, однако впоследствии использовались тендеры ванного типа, а на Deutsche Reichsbahn использовались типовые тендеры 17-й серии, которые использовались также и с несколькими другими сериями паровозов.
Заказ на постройку первых 10 паровозов этой серии был передан фирме «Schwartzkopff» (позднее Berliner Maschinenbau) в январе 1906 года.
Паровозы P8 эксплуатировались в ГДР до 1974 года.

## Производство
P8 строились на 13 немецких заводах:
- AEG (126 ед.),
- Berliner Maschinenbau (1115 ед.),
- Borsig (150 ед.),
- Hanomag (40 ед.),
- Henschel-Werke (792 ед.),
- Hohenzollern (30 ед.),
- Humboldt (403 ед.),
- Linke-Hofmann (423 ед.),
- Karlsruhe (40 ед.),
- Schichau (370 ед.),
- Union (35 ед.),
- AG Vulcan Stettin (107 ед.),
- Wolf (филиал Hagans) (95 ед.),

а также 2 румынских заводах:
- Malaxa (91 ед.)
- Resita (139 ед.).[1]